# Kerope Patkanov
Kerope Petrovich Patkanov (Patkanjan) (1833 - 1889) fue un armenio científico-orientalista, profesor de la Universidad de San Petersburgo, en 1863 consiguió el grado de maestría por el estudio de la literatura oriental: "La Historia de la Dinastía Sasánida de acuerdo a las fuentes armenias"; en 1864 obtuvo el doctorado de literatura por "El estudio de la composición en la lengua armenia". Gran estudioso de los orígenes de las lenguas indo-iranias, y en especial de la lengua romaní.

## Publicaciones
- «Catálogo de la literatura armenia después del comienzo del siglo V hasta el siglo XVI» (San Petersburgo, 1859);
- La primera traducción al ruso de "La Historia de Aluank" de Movses Kagankatvatsi, el escritor armenio del siglo X; con notas científicas y de investigación (San Petersburgo, 1861)
- " Several Words About the Adverbs of Transcaucasian Gipsies" (1886)
- Para el "Diccionario Enciclopédico Brockhaus y Efron" (1861-1863) escribió una serie de artículos sobre geografía e historia.